# ヌーリオン
ヌーリオン（オランダ語: Nouryon N.V.）は、オランダ・アムステルダムに本社を置く化学メーカー。世界約50カ国に拠点を持ち、日本法人は「ヌーリオン・ジャパン株式会社」がある。

## 沿革
- 1969年 - 化学繊維メーカーAKU社（Algemene Kunstzijde Unie） と、工業用塩などを製造していたKZO社（Koniklijke Zout Organon） が合併し、AKZO N.V.設立。
- 1988年 - ストウファー･ジャパン株式会社と、アクゾの代理店メルカトール・インターナショナル日本支店が合併、アクゾジャパン株式会社発足。
- 1994年2月 - スウェーデンの化学メーカー Nobel Industries AB社（1984年に、Bofors社とKemaNobel社が合併し発足）と合併し、Akzo Nobel N.V.に社名変更。
- 1994年7月 - アクゾジャパン株式会社、アクゾノーベル株式会社に社名変更。
- 2007年3月 - 医薬品部門のオルガノン（Organon）をシェリング・プラウに売却。
- 2008年1月 - イギリス・ICIを買収。
- 2018年1月 - 日本法人、塗料事業をアクゾノーベルコーティング株式会社として分社化[2]。
- 2018年3月 - 化学品事業を米国カーライル・グループに売却し、塗料・コーティング事業に経営資源を集中させることを発表[3]。
- 2019年7月 - 全世界一斉に新社名Nouryon（ヌーリオン）として事業を展開。アクゾノーベル株式会社は、ヌーリオン・ジャパン株式会社に商号を変更。

## 日本法人の主な取扱品目
- エチレンアミン
- キレート剤
- サルファー誘導品
- セルロース
- 建材用セルロースエーテル系保水増粘剤、水系塗料用増粘剤
- カルボキシメチルセルロース
- パーソナルケア、合成系/天然系の皮膜形成剤、粘性調整剤、保湿剤
- 漂白薬品（塩素酸ソーダ、パルプ漂白用二酸化塩素発生装置技術）
- コロイダルシリカ
- エクスパンセル Expancel®